# Шахат (Омская область)
Шахат — аул в Шербакульском районе Омской области России. Входит в состав Екатеринославского сельского поселения. Население 184 чел. (2010), большинство (98 %, 2002 г.) — казахи .

## История
В соответствии с Законом Омской области от 30 июля 2004 года № 548-ОЗ «О границах и статусе муниципальных образований Омской области» аул вошёл в состав образованного муниципального образования «Екатеринославское сельское поселение».

## География
Шахат находится в юго-западной части Омской области, в пределах Ишимской равнины, являющейся частью Западно-Сибирской равнины, примерно в 5 км по прямой в направлении северо-восток от села Екатеринославка. Есть два водохранилища.
Абсолютная высота — 113 м над уровнем моря.

## Население
| 2010 |
| ---- |
| 184  |

Гендерный состав
По данным Всероссийской переписи населения 2010 года в гендерной структуре населения из 184 человек мужчин — 94, женщин — 90	(51,1 и 48,9 % соответственно)
Национальный состав
Согласно результатам переписи 2002 года, в национальной структуре населения казахи составляли 98 % от общей численности населения в 290 чел..

## Инфраструктура
Личное подсобное хозяйство, животноводство.

## Транспорт
Просёлочные дороги.